# Northwest Africa 8686
NWA 8686
Northwest Africa 8686 (abrégé en NWA 8686)  est une météorite trouvée au Maroc en 2014, reconnue comme une météorite martienne et classée parmi les shergottites.

## Histoire et description
NWA 8686 (NWA pour Northwest Africa, « Afrique du Nord-Ouest ») a été trouvée en 2014 dans le Sahara marocain. Elle est constituée d'un unique fragment de 376 g, partiellement recouvert d'une croûte de fusion. Les surfaces de fracture montrent une matrice grise à grain fin et des cristaux verdâtres d'olivine, visibles à l'œil nu.

## Pétrologie et minéralogie
La matrice de NWA 8686 est constituée de petits cristaux d'augite, de pigeonite et de maskelynite (en), avec comme minéraux accessoires de la merrillite, de la pyrrhotite et des oxydes. Elle abrite des phénocristaux d'olivine, dont la longueur peut atteindre 500 µm. Sur la base de sa minéralogie, de sa texture et de ses concentrations en terres rares, NWA 8686 est classée comme une shergottite intermédiaire olivine-phyrique.

## Géochimie
Les isotopes de l'oxygène indiquent qu'il s'agit d'une météorite martienne (Δ17O = + 0,23 ‰).
Certains phénocristaux d'olivine sont les plus riches en fer (Fo = 51,5 ± 3,5 %) de toutes les shergottites olivine-phyriques connues. L'olivine est en revanche absente de la matrice, ce qui est unique pour les shergottites olivine-phyriques. Le rapport Mg/(Mg+Fe) n'est que de 0,59 alors que les éléments fortement sidérophiles sont en proportions chondritiques (à une concentration d'environ 0,5 % de celle des chondrites CI). Les terres rares montrent un appauvrissement à la fois en terres rares lourdes et en terres rares légères. Ces caractéristiques indiquent que NWA 8686 s'est formée, soit à partir du mélange entre une lave évoluée et des phases riches en éléments fortement sidérophiles (notamment des alliages Os-Ir), soit par la fusion d'une source mantellique de faible rapport Mg/(Mg+Fe) avec des abondances chondritiques en éléments fortement sidérophiles. Le rapport Gd/Yb élevé, dans NWA 8686 comme dans d'autres shergottites intermédiaires olivine-phyriques, indique que leur pétrogénèse (en) a impliqué la séparation de grenat.